# Dolichognatha ducke
Dolichognatha ducke är en spindelart som beskrevs av Arno Antonio Lise 1993. Dolichognatha ducke ingår i släktet Dolichognatha och familjen käkspindlar. Inga underarter finns listade i Catalogue of Life.